# (34536) 2000 SJ221
2000 SJ221 (asteroide 34536) é um asteroide da cintura principal. Possui uma excentricidade de 0.11664730 e uma inclinação de 12.71640º.
Este asteroide foi descoberto no dia 26 de setembro de 2000 por LINEAR em Socorro.